# Hyperolius platyceps
Espèce
Synonymes
- Rappia platyceps Boulenger, 1900
- Rappia platyceps var. angolensis Ferreira, 1906
- Rappia pleurotaenia Boulenger, 1906
- Rappia bivittata Ferreira, 1906
- Rappia fasciata Ferreira, 1906
- Hyperolius fasciatus (Ferreira, 1906)
- Hyperolius pleurotaenius Noble, 1924
- Hyperolius ferreirai Noble, 1924
- Hyperolius angolanus Ahl, 1931
- Hyperolius platyceps lomamiensis Laurent, 1943
- Hyperolius platyceps lombaris Laurent, 1951
- Hyperolius platyceps olbrechtsi Laurent, 1952

Statut de conservation UICN

 LC  : Préoccupation mineure
Hyperolius platyceps est une espèce d'amphibiens de la famille des Hyperoliidae.

## Répartition
Cette espèce se rencontre, :
- dans le sud du Cameroun ;
- dans l'extrême Sud-Ouest de la République centrafricaine ;
- en Guinée équatoriale ;
- au Gabon ;
- dans la République du Congo ;
- dans l'ouest de la République démocratique du Congo ;
- dans le nord de l'Angola.

## Description
Hyperolius platyceps mesure de 25 à 27 mm pour les mâles et de 30 à 32 mm pour les femelles. Son dos, aux motifs variables, permet de distinguer deux livrées différentes :
- un dos de couleur blanc argenté avec deux grandes taches donnant un motif en forme de sablier dans le haut du dos et une autre tache au niveau lombaire ;
- un dos de couleur sombre avec une bande blanc argenté ou crème sur les côtés.

En République du Congo, quelques mâles et la majorité des femelles sont de couleur verte avec une ligne longitudinale claire.
Cette diversité a été source de confusion entre différentes espèces (H. ademetzi, H. langi, H. major ou H. kuligae) ce que Amiet a clarifié. Par ailleurs il a observé que le chant de cette espèce ainsi que son habitat étaient similaires à ceux de H. concolor. Toutefois il semblerait que ces espèces s'excluent mutuellement et que leur distribution ne se chevauchent pas dans l'ouest du Cameroun.

## Publication originale
- Boulenger, 1900 : A list of the batrachians and reptiles of the Gaboon (French Congo), with descriptions of new genera and species. Proceedings of the Zoological Society of London, vol. 1900, p. 433-456 (texte intégral).